# مدیا گیت‌وی
مدیا گیت‌وی (به انگلیسی: Media gateway) به عنوان گیت‌وی ترانک برای برقراری ارتباط بین جریان‌های سیگنال و مدیای شبکه‌های TDM و VoIP استفاده می‌شود. طیف گسترده‌ای از عملکردهای مختلف، تطبیق‌پذیری دقیق با الزامات و استانداردها و همچنین قابلیت اطمینان بالای مدیا گیت‌وی، ارائه دهندگان خدمات را قادر می‌سازد تا بسیاری از مسائل را به راحتی حل نمایند.

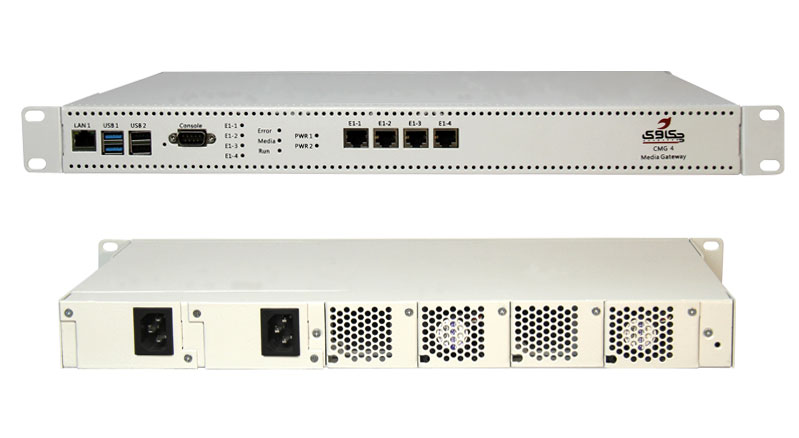
مدیا گیت‌وی CMG4

مدیا گیت‌وی دستگاه یا سرویسی است که جریان‌های مدیا را بین فناوری‌های مختلف مخابراتی مانندPOTS ، SS7، شبکه‌های نسل جدید (شبکه‌های 2G، 2.5G و 3G) و یا Private Branch Exchange (PBX) تبدیل می‌کند. مدیا گیت‌وی‌ها با استفاده از پروتکل اینترنت (IP) ارتباطات مالتی‌مدیا را در سرتاسر شبکه‌های پکتی فعال می‌نمایند.

## مدیا گیت وی
مدیا گیت‌وی می‌تواند با الزامات و استانداردهای شبکه و پروتکل‌های مختلف همگام شود. همچنین با تجهیزات و سرویس‌های متنوعی مانند PBX دیجیتال، IP PBX، سافت‌سوئیچ (Softswitch)، گیت‌وی‌های VoIP، سیپ فون (SIP Phone)، سیپ کلاینت‌های (SIP Client) قابل برنامه‌نویسی و غیره نیز سازگار خواهد بود. مدیا گیت‌وی می‌تواند شبکه‌های مختلفی را به یکدیگر متصل کند. به همین دلیل از آن می‌توان به عنوان مبدل بین روش‌های مختلف انتقال و کدگذاری استفاده کرد. توابع جریان مدیا مانند حذف اکو (Echo Cancellation)، DTMF و Tone Sender نیز در مدیا گیت‌وی قرار دارند.

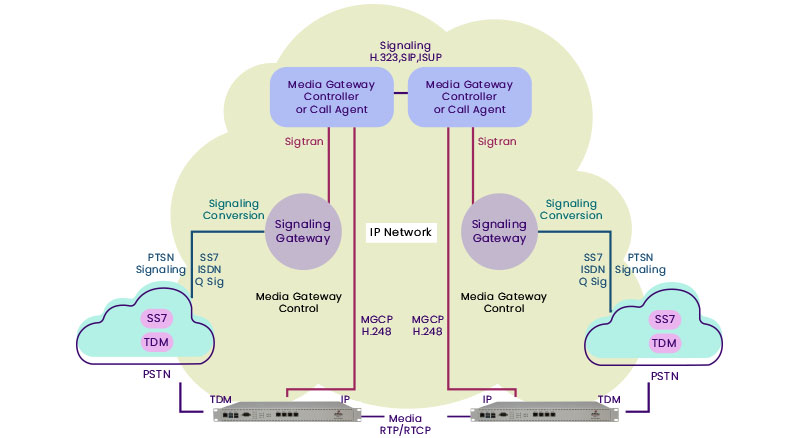
مدیا گیت‌وی برای کدگذاری رسانه بین شبکه‌های PSTN و IP

## کاربرد مدیا گیت وی
مدیا گیت‌وی‌ها بیشتر توسط یک کنترلر مدیا گیت‌وی مجزا کنترل می‌شوند که قابلیت کنترل و سیگنالینگ تماس را فراهم می‌نماید. ارتباط بین مدیا گیت‌وی و Call Agent‌ها با استفاده از پروتکل‌هایی مانند MGCP، MEGACO (H.248) و یا پروتکل SIP حاصل می‌شود. مدیا گیت‌وی‌های مدرن که از SIP استفاده می‌کنند، عمدتاً واحدهای مستقل با کنترل تماس و سیگنالینگ اختصاصی هستند که می‌توانند به عنوان SIP end-point هوشمند، در شبکه به خوبی کار کنند.

## وظایف مدیا گیت وی
همچنین مدیا گیت‌وی‌های ویپ صدا روی پروتکل اینترنت ، voice Time-division multiplexing را به یک پروتکل جریان مدیا مانند پروتکل RTP (و یا سایر پروتکل‌های سیگنالینگ مورد استفاده در ویپ VoIP) تبدیل می‌کنند.
مدیا گیت‌وی‌های شبکه‌های دسترسی تلفن همراه، شبکه‌های radio access یک شبکه بی‌سیم محلی (PLMN) را به یک شبکه core نسل جدید متصل می‌کنند. همچنین استانداردهای 3GPP می‌توانند عملکرد CS-MGW را برای UTRAN و IMS-MGW را برای GERAN که مبتنی بر شبکه بی‌سیم محلی (PLMN) هستند، تعریف نمایند.